# Castillo de Rastignac

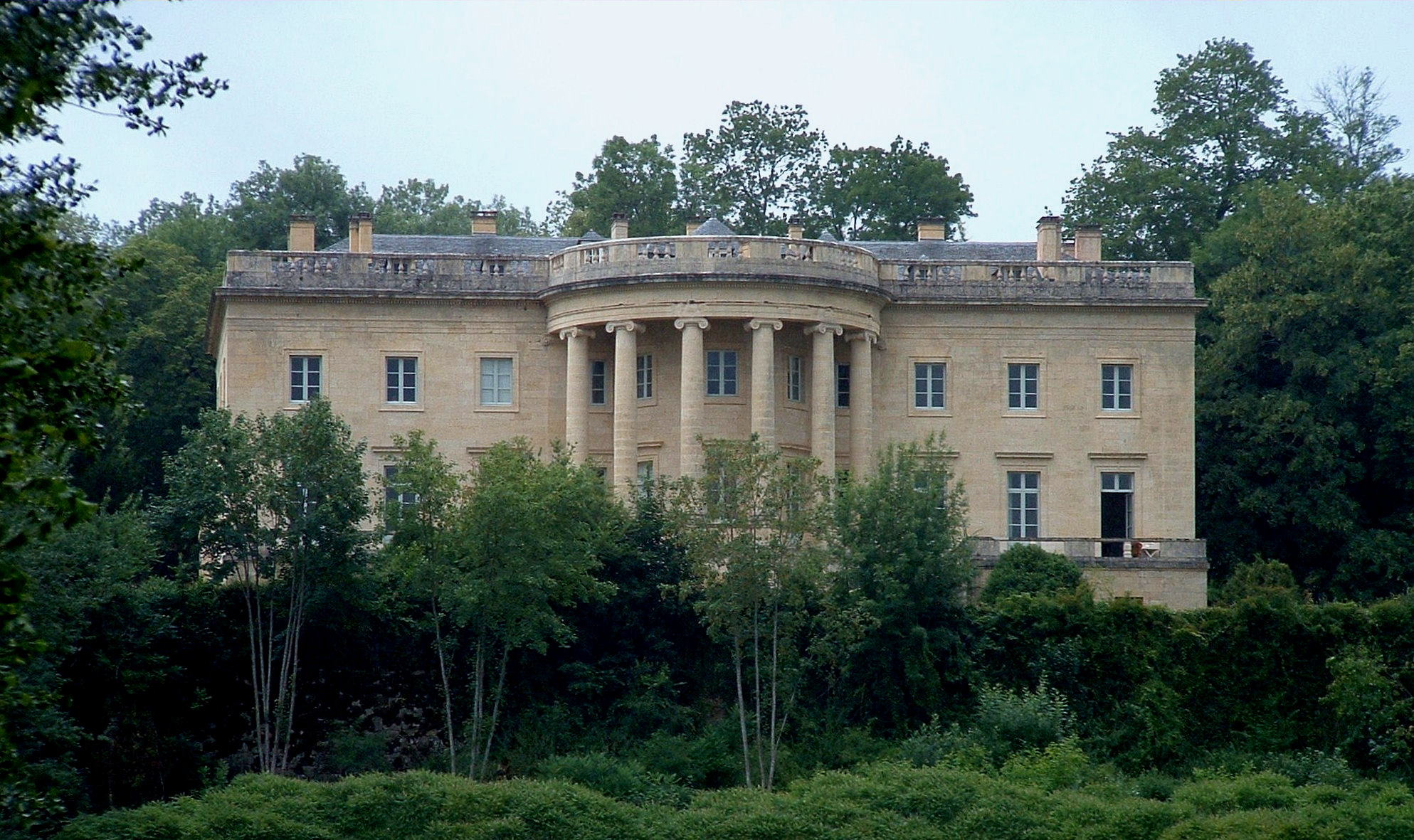
Fachada del castillo.

El castillo de Rastignac fue construido entre 1812 y 1817 por el arquitecto Mathurin Salat en La Bachellerie, en la Dordoña, Francia.
El castillo tiene un gran parecido con la fachada sur de la Casa Blanca. Hay quien considera que el castillo de Rastignac es una copia del edificio situado en Washington, construido en 1802. Otros consideran que es al contrario, ya que Thomas Jefferson, tercer presidente de los Estados Unidos, y quien se encargó de la reforma de la Casa Blanca, terminada en 1829, visitó la región y conoció al arquitecto Salat unos años antes, cuando era embajador en Francia.

## Historia
Hay restos de un castillo llamado "Hospitium de Rastinhaco" que data de 1483. 
En 1572, el castillo fue quemado tras la condena de sus propietarios.
El 30 de marzo de 1944, el castillo fue quemado por las tropas alemanas a raíz de una operación de represalias en contra de la Resistencia. 
En 1952, el castillo fue restaurado por el arquitecto Froidevaux.

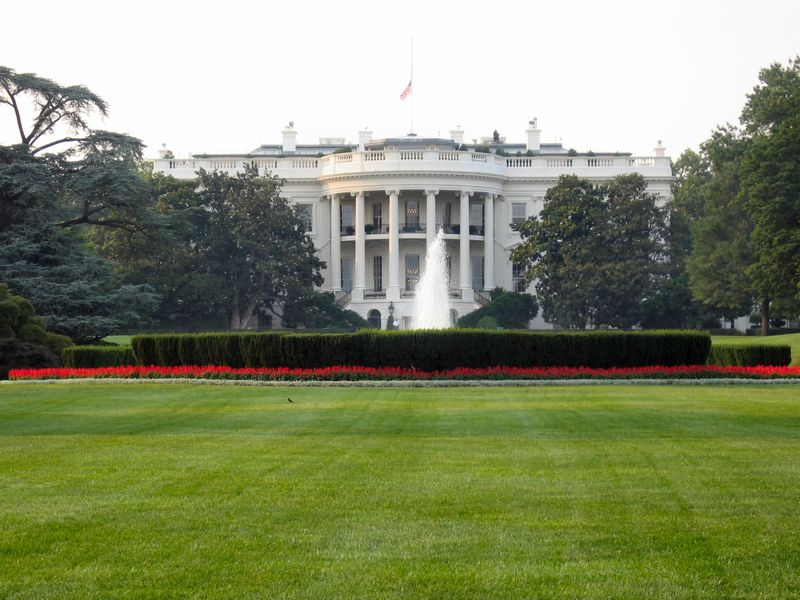
Fachada de la Casa Blanca, que se aduce se inspiró en Rastignac